# Svartsjön, Norrbotten
Svartsjön är en sjö i Bodens kommun i Norrbotten och ingår i Luleälvens huvudavrinningsområde.